# محاولة انقلاب الصخيرات
انقلاب الصخيرات  أو انقلاب 1971 هي محاولة انقلاب عسكري فاشلة نفذتها بعض قطاعات الجيش المغربي ضد ملك المغرب الحسن الثاني ، خطط للانقلاب كل الجنرال محمد المدبوح (العقل المدبر) والكولونيل أمحمد أعبابو (المنفذ الرئيسي) عبر مهاجمة القصر الملكي في الصخيرات جنوب العاصمة المغربية الرباط، وذلك بهدف اغتيال الملك الحسن الثاني خلال احتفاله بيوم 10 يوليو 1971 المصادف لذكرى عيد ميلاده ال42. وكانت هذه أول محاولة انقلاب ضمن العديد من الانقلابات التي ينجو منها ملك البلاد الحسن الثاني إبّان عهده.

## خلفية محاولة الانقلاب
نفذ العملية مدير مدرسة أهرمومو العسكرية الكولونيل أمحمد أعبابو حيث زج بتلاميذ المدرسية العسكرية في عملية انقلابية لم يكونوا يدركون طبيعتها ، ولم يكن الضباط المشاركين في الهجوم على القصر يعلمون أن أعبابو كان يقودهم لعملية انقلاب وكل ما كانوا يعلمونه أنهم ذاهبون للقيام بمناورة عسكرية. كانت نهاية هذه المحاولة مأساوية بالحجم غير المتوقع. حيث كانت المحاولة في يوم عيد ميلاد الملك وامتلأ القصر بالقتلى والمصابين بين الحضور والضباط المشاركين في العملية وبعض أفراد الحرس الملكي.
وجد الضباط الذين نجوا من تلك المذبحة أنفسهم في النهاية بسجن تازمامرت في منطقة معزولة في صحراء شرق المغرب، كما أوضحت بعض شهادات الناجين من ذلك المعتقل المرعب (تازمامرت) أبرزهم أحمد المرزوقي والذي أدلى بشهادته على الأمر في برنامج شاهد على العصر الذي تبثه قناة الجزيرة، وكذلك رواية «تلك العتمة الباهرة» للكاتب الطاهر بن جلون.

## الهجوم على القصر الملكي
في 10 تموز / يوليو 1971، قامت مجموعتان عسكريتان تابعتان للمدرسة الحربية الملكية بمداهمة قصر الصخيرات الملكي أثناء الاحتفال الذي كان يجري بمناسبة عيد ميلاد الملك، مما أدى إلى مقتل عشرات من المدعوين والضباط وأركان البلاط والمشاهير والشخصيات المحلية والعالمية، وكلهم كانوا من الرجال؛ لأن هذه الحفلة كانت مخصصة لهم.
كان المتمردون قد أحكموا السيطرة على محطة الإذاعة، بعدما عمدوا إلى القيام بهجوم مسلح على قصري الصخيرات والرباط. وفي وقت لاحق نجح الملك بإحكام سيطرته على الوضع، وعاد إلى الإمساك بزمام الأمور.
وكان الجنرال المدبوح هو من قاد هذا الانقلاب احتجاجا على الفساد المستشري في البلاد، ولكنه قتل أثناء الهجوم الذي حصل على قصر الصخيرات، ويقال بأنه قُتل على يد الكولونيل اعبابو الذي كان من المفترض أن يكون شريكه، إلا أنه عاد وانقلب عليه.

## نتيجة الانقلاب والضحايا

### المحاكمة
وبأمر من المحكمة العسكرية العليا تم تنفيذ حكم الإعدام بحق عشرة ضباط من بينهم أربعة جنرالات، وقد سعى الجنرال أوفقير لدى الملك من أجل إصدار عفو عام بحق 1081 من تلامذة المدرسة الحربية، ونجح بالحصول عليه.
لم يتوفر أي دليل على مشاركة الجنرال أوفقير بالتخطيط لهذا الانقلاب، غير أن طريقة تحركه التي لم يألُ فيها جهدا من أجل تخفيف بعض الإجراءات التي اتخذت بحق المتمردين، وسعيه الدؤوب لإصدار أحكام بالعفو عنهم، ما انفكت تثير حيرة المطلعين والمراقبين.